# Cnestis palala
Cnestis palala är en tvåhjärtbladig växtart. Cnestis palala ingår i släktet Cnestis och familjen Connaraceae.

## Underarter
Arten delas in i följande underarter:
- C. p. diffusa
- C. p. palala
- C. p. brevistylis